# Mokre (przystanek kolejowy)
Mokre – kolejowy przystanek osobowy we wsi Mokre, w województwie lubelskim, w Polsce. Znajduje się w pobliżu drogi krajowej nr 74. Przystanek działa od 11 grudnia 2016 roku.

## Ruch pasażerski
| Rok  | Wymiana pasażerska na dobę |
| ---- | -------------------------- |
| 2017 | 0-9                        |
| 2022 | 0-9                        |